# رائول کودرون
رائول کودرون (فرانسوی: Raoul Caudron‎؛ ۷ دسامبر ۱۸۸۳ – ۱ ژوئن ۱۹۵۸) مربی فوتبال اهل فرانسه بود.
وی سرمربی تیم ملی فوتبال فرانسه در جام جهانی فوتبال ۱۹۳۰ بوده‌است.